# Metaseiulus nelsoni
Metaseiulus nelsoni är en spindeldjursart som först beskrevs av Chant 1959.  Metaseiulus nelsoni ingår i släktet Metaseiulus och familjen Phytoseiidae. Inga underarter finns listade i Catalogue of Life.